# Schlacht von Tondibi
Die Schlacht von Tondibi war die entscheidende Auseinandersetzung zwischen dem erstarkenden marokkanischen Reich des Ahmad al-Mansur und dem durch Erbstreitigkeiten geschwächten Songhaireich. Die mit Musketen ausgerüsteten marokkanischen Truppen unter Judar Pascha besiegten die zahlenmäßig 10-fach überlegenen Truppen des Askia Ishaq II. Diese Niederlage leitete den Niedergang des Songhaireiches ein.

## Schlachtverlauf
Im  Frühmärz des Jahres 1591 trafen die beiden Armeen bei Tondibi, 50 km nördlich von Gao, aufeinander. Die an den Flanken aufgestellte Kavallerie beider Armeen lieferten sich Scharmützel, die Songhai-Infanterie bewegte sich im Schutz einer riesigen Rinderherde auf das marokkanische Zentrum zu. Der Einsatz der Musketen der Marokkaner verschreckte die Tiere, die sich gegen die Infanterie der Songhai wandten. Die Reste der Songhai-Infanterie flohen ebenso wie deren Kavallerie, die Kavalleriereserve Judar Paschas machte die Nachhut der Songhai nieder, verfolgte aber nicht die restlichen fliehenden Truppen.

## Folgen der Schlacht
Nach dem Sieg plünderten die Marokkaner Gao, ohne großer Reichtümer habhaft zu werden, und wandten sich anschließend gegen die verteidigungslosen Städte Djenné und Timbuktu. Die marokkanische Invasion beendete die Vorherrschaft der Songhai in der Region, ohne eine effektive marokkanische Herrschaft errichten zu können – der Weg für Truppennachschub und für die Aufrechterhaltung einer effizienten Kommunikation durch die Sahara war zu beschwerlich.